# Jindřich Roudný
Jindřich Roudný (Checoslovaquia, 14 de febrero de 1924-10 de mayo de 2015) fue un atleta checoslovaco especializado en la prueba de 3000 m obstáculos, en la que consiguió ser campeón europeo en 1950.

## Carrera deportiva
En el Campeonato Europeo de Atletismo de 1950 ganó la medalla de oro en los 3000 m obstáculos, llegando a meta en un tiempo de 9:05.4 segundos, por delante del yugoslavo Petar Šegedin (plata con 9:07.4 segundos) y del finlandés Erik Blomster (bronce con 9:08.8 segundos).